# Абу-Алі – Хурсанія (конденсатопровід)
Абу-Алі – Хурсанія (конденсатопровід) – складова трубопровідної інфраструктури газопереробного заводу Хурсанія, що працює на сході Саудівської Аравії.
В першій половині 2020-х узялись за проект розширення видобутку на нафтовому родовищі Беррі, який мав збільшити його потужність удвічі – до 500 тисяч барелів на добу. При цьому переробку 40 тисяч барелів «кислого» (із високим вмістом сірководню) конденсату вирішили організувати на газопереробному заводі Хурсанія, який вже працював з конденсатом цілого ряду інших родовищ (Сафанія, Марджан, Маніфа).
В межах проекту установку сепарації нафти та газу (Gas Oil Separation Plant, GOSP) на острові Абу-Алі сполучили з ГПЗ Хурсанія конденсатопроводом BKCL -1 (Berri Khursaniyah Condensate Line-1). Він має довжину 70 км, з яких 20 км припадає на офшорну ділянку, та виконаний в діаметрі 250 мм.
Можливо також відзначити, що ще з 2000-х років діє газопровід Абу-Алі – Хурсанія.